# Agrilus venustulus
Agrilus venustulus es una especie de insecto del género Agrilus, familia Buprestidae, orden Coleoptera.
Fue descrita científicamente por Burmeister, 1872.